# Црква Светог Преображења у Смедеревској Паланци
Црква Светог Преображења у Смедеревској Паланци, као један од карактеристичних примера српске сакралне архитектуре с краја 19. века, подигнута је у периоду од 1865. до 1890. године, као непокретно културно добро има статус споменика културе.

## Изглед

### Архитектура
Црква је у основи подужна једнобродна грађевина подељена на олтарски простор, наос који је у предолтарском простору проширен певницама са северне и јужне стране и припрату са галеријом и звоником. Декорацију фасада карактеришу наглашен двопојасни сокл, стилизована малтерска обрада која имитира зидање у правилном слогу, фриз слепих аркада испод кровног венца, са акцентом на три куполе над наосом и певницама и витки звоник над припратом. Дух Ханзенове школе најуочљивији је у разбијању монотоније фасада постављањем у белом камену клесаних улазних портика са балдахином и прозорских отвора у виду бифора, трифора, квадрифора и розета.

### Живопис
Живопис и иконе на иконостасу радио је 1902-1903. године Стева Тодоровић, један од најзначајнијих представника српског романтизма, са супругом Полексијом и сликарима своје сликарске радионице. Избор тема изведених композиција, рађених техником уља на грундираној подлози, усаглашен је са симболиком простора, па су тако уз сцене са библијском и историјском тематиком заступљени и парадни портрети световних и црквених великодостојника. Иконостас паланачке цркве припада типу високих развијених иконостаса са неокласицистичким елементима. Од четрдесет и једне иконе распоређене у четири зоне, тридесет и осам осликао је Стева Тодоровић.
Црква поседује вредне примере икона, богослужбених књига, сасуда и црквеног мобилијара.